# Siphamia
Siphamia ist eine Gattung der Kardinalbarsche (Apogonidae), die im Roten Meer und im tropischen Indopazifik von der Küste Ostafrikas bis Japan, Australien und Französisch-Polynesien verbreitet ist.

## Merkmale
Siphamia-Arten sind sehr kleine Kardinalbarsche, die maximal 5 bis 6 cm lang werden. Ihr Körper ist mehr oder weniger schlank oder hochrückig, die Färbung hell mit mehr oder weniger dunklen Längsstreifen an den Kopf- und Körperseiten oder einfarbig silbrig. Die Schwanzflosse ist gegabelt oder eingekerbt. Prämaxillare und Unterkiefer der Fische sind mit ein oder mehreren Reihen schlanker Zähne besetzt. Der Gaumen kann bezahnt oder unbezahnt sein. Die Supramaxillare, ein Knochen des Oberkiefers, fehlt. Der Grat des Vorkiemendeckels  (Preoperculum) ist glatt, die Kanten glatt oder gesägt. Magen, Darm und Peritoneum sind blass mit Melanophoren verschiedener Größe. Alle Siphamia-Arten besitzen am Hinterkörper vom Schwanzstiel bis zur hinteren Afterflossenbasis Leuchtorgane, in denen das Licht durch biolumineszente Bakterien erzeugt wird.
- Flossenformel: Dorsale 1 VI–VII, Dorsale 2 I/7–11; Anale II/7–11, Pectorale 11–16, Caudale 9+8.
- Schuppenformel: SL 0–24.
- Kiemenrechen: 6–18.
- Wirbel 10+14.
- Rippen 8.
- Epineuralia („oberen Gräten“) 8.

## Arten
- Siphamia arabica Gon & Allen 2012
- Siphamia argentea Lachner, 1953
- Siphamia arnazae Allen & Erdmann, 2019
- Siphamia brevilux Gon & Allen 2012
- Siphamia cephalotes (Castelnau, 1875)
- Siphamia corallicola Allen, 1993
- Siphamia cuneiceps Whitley, 1941
- Siphamia cuprea Lachner, 1953
- Siphamia cyanophthalma Gon & Allen 2012
- Siphamia elongata Lachner, 1953
- Siphamia fistulosa (Weber, 1909)
- Siphamia fraseri Gon & Allen 2012
- Siphamia fuscolineata Lachner, 1953
- Siphamia goreni Gon & Allen 2012
- Siphamia guttulata (Alleyne & Macleay, 1877)
- Siphamia jebbi Allen, 1993
- Siphamia majimai Matsubara & Iwai, 1958
- Siphamia mossambica Smith, 1955
- Siphamia papuensis Gon et al., 2014
- Siphamia randalli Gon & Allen 2012
- Siphamia roseigaster (Ramsay & Ogilby, 1887)
- Siphamia senoui Gon & Allen 2012
- Siphamia spinicola Gon & Allen 2012
- Siphamia stenotes Gon & Allen 2012
- Siphamia tubifer Weber, 1909
- Siphamia tubulata (Weber, 1909)